# Alfred Russel Wallace
Alfred Russel Wallace (Usk (Monmouthshire), 8 januari 1823 – Broadstone (Dorset), 7 november 1913) was een Brits natuuronderzoeker, geograaf, antropoloog en bioloog (entomoloog). Wallace is vooral bekend omdat hij onafhankelijk van Charles Darwin tot het inzicht kwam dat natuurlijke selectie leidt tot de evolutie van nieuwe soorten. Darwin was ongeveer 20 jaar eerder tot dezelfde conclusie gekomen maar had het nog niet gepubliceerd. Toen Darwin van Wallace' naderende publicatie hoorde, voelde hij zich gedwongen om zijn ideeën ook te publiceren.

## Levensloop

### Jeugd en opleiding
Wallace was de achtste van negen kinderen. Zijn vader had financiële problemen en daarom moest Alfred Russel Wallace op zijn dertiende de school verlaten. Hij begon te werken voor zijn oudere broer William als landmeter en werkte in de periode 1840-1843 in het westen van Engeland en Wales. In 1844 werd hij aangenomen als schoolmeester in Leicester, maar na de dood van zijn broer in 1845 nam hij diens bedrijf over. Ondertussen begon hij zich te interesseren in het verzamelen van planten en insecten.

### Naar Brazilië
Wallace sloot vriendschap met Henry Walter Bates, een natuuronderzoeker (entomoloog) uit Leicester. Samen planden ze een reis naar het Amazonegebied. Hun onderneming werd gefinancierd door Samuel Stevens, een handelaar in specimens. Hij zou een deel van de verzamelde insecten en huiden doorverkopen aan musea en verzamelaars. In 1848 vertrokken Wallace en Bates met het schip de Mischief naar Belém in Brazilië. Van daar uit vertrokken ze naar het Amazoneregenwoud. Twee jaar lang verzamelden ze samen diersoorten. Door onderlinge concurrentie besloten ze toen op te splitsen. Wallace volgde de Rio Negro terwijl Bates verder westwaarts trok. In 1852 besloot Wallace, die intussen sterk verzwakt was door gele koorts, om zijn expeditie te beëindigen. Op 12 juli scheepte hij in Belém in op het schip de Helen. Zijn gehele verzamelde collectie ging echter verloren na een brand op zijn schip tijdens de terugtocht naar Groot-Brittannië. Wallace slaagde er enkel in wat notities te redden. Op basis hiervan begon Wallace zijn bevindingen neer te schrijven en gaf hij lezingen voor de Entomological Society en de Zoological Society in Londen.

### Reis door de Indische Archipel en zijn essay over evolutie

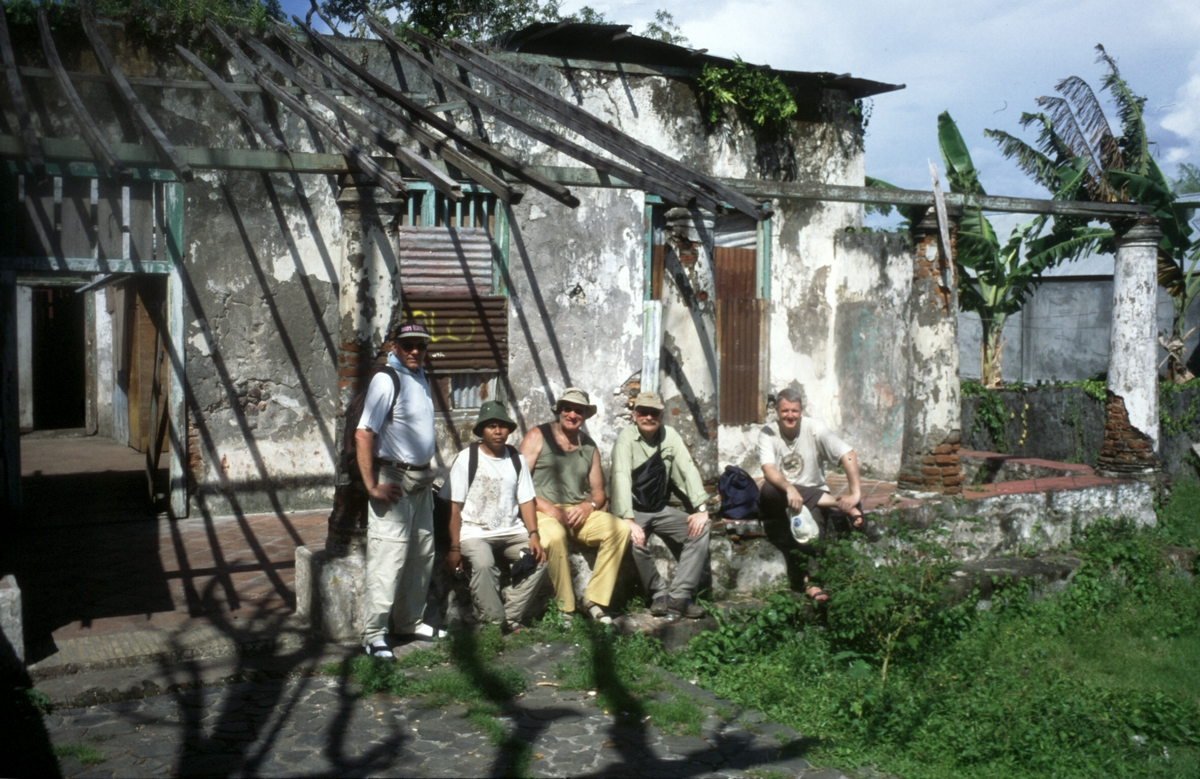
Huis van Wallace op Ternate gefotografeerd op 25 april 2004 tijdens de Talaudexpeditie (Foto: Kees Heij)

Met de steun van sir Roderick Murchison, de president van de Royal Geographical Society, plande Wallace een expeditie naar de Indische Archipel. Tussen 1854 en 1862 reisde hij door de eilanden van wat nu Maleisië en Indonesië heet, opnieuw om specimens te verzamelen en de natuur te bestuderen. Een van zijn bekendere ontdekkingen daar was de vliegende boomkikker, tegenwoordig bekend als de zwartvoetboomkikker (Rhacophorus nigropalmatus). Regelmatig stuurde hij zijn vangsten naar zijn agent Stevens in Engeland. Die verkocht de specimens door aan onder andere het British Museum.
Zijn werk werd in 1869 gepubliceerd onder de titel The Malay Archipelago. Er klonk de invloed van Thomas Malthus' idee over populatiegroei in door. Malthus had er in An Essay on the Principle of Population op gewezen dat een exponentiële menselijke bevolkingsgroei uiteindelijk tot hongersnood zal leiden. In de natuur leek eenzelfde plafond te bestaan voor het aantal individuen van een bepaalde soort. Wallace ontwikkelde tijdens zijn reis het idee dat de ontwikkeling van soorten wordt gedreven door natuurlijke selectie. Dit idee over evolutie wordt normaal gesproken vooral aan Darwin toegeschreven. Darwin had op dat moment zijn theorie nog niet gepubliceerd. Op 9 maart 1858 stuurde Wallace aan Darwin een essay over zijn theorie, "On the Tendency of Varieties to Depart Indefinitely From the Original Type". Darwin ontving dit document op 18 juni 1858. Darwin werd door Charles Lyell en Joseph Dalton Hooker geadviseerd om zijn gedachten op hetzelfde tijdstip te publiceren. Het essay van Wallace werd samen met een uittreksel van een eerder door Darwin geschreven essay op 1 juli 1858 voorgelezen op een bijeenkomst van de Linnean Society of London. Deze voorlezing trok veel minder aandacht dan het boek dat Darwin kort daarop publiceerde.
Wallace verbleef in 1858, toen hij het essay over evolutie schreef, regelmatig op Ternate. Op dat eiland verleende Maarten Dirk van Renesse van Duivenbode hem onderdak en hulp bij expedities door de Molukken, de Kei-eilanden, de Aroe-eilanden en naar Vogelkop (Nieuw-Guinea). In die periode kreeg hij ook steun van de zonen van Maarten Dirk en de tot Nederlander genaturaliseerde Duitse verzamelaar en KNIL-officier Hermann von Rosenberg. In The Malay Archipelago laat Wallace zich gunstig uit over het Nederlandse koloniale bestuur in Nederlands-Indië vergeleken bij het Britse bewind in India, prijst het cultuurstelsel en bekritiseert daarbij de Max Havelaar van Multatuli.
Op een belangrijk punt week Wallace af van Darwin in wat bekend staat als het probleem van Wallace. Wallace stelde dat de evolutie van de mens afwijkt van de evolutie zoals die opgaat voor andere dieren, omdat de hersenen van de vroege mens zich veel verder ontwikkeld hadden dan nodig was in hun aanvankelijke omgeving. Wallace zag de schijnbare discrepantie als een mogelijkheid dat hierbij sprake was van het ingrijpen van een hogere intelligentie, iets waar Darwin geen enkele noodzaak toe zag. Het was voor Darwin onder meer aanleiding om in De afstamming van de mens uit 1871 uit te weiden over de rol van seksuele selectie in de evolutie naast die van natuurlijke selectie.
Wallace was de eerste om een "geografie van dieren" voor te stellen, en wordt hierdoor gezien als een van de voorlopers op het gebied van ecologie en biogeografie. Hij wordt zelfs de "vader van de biogeografie" genoemd.
Wallace viel op dat de diersoorten op Australië sterk verschillen van die in Azië. Hij ontdekte dat de twee domeinen niet geleidelijk in elkaar over gaan, maar door een scherpe grens worden gescheiden: een theoretische lijn die tussen Borneo, Celebes en ten oosten van Bali loopt. Ten westen van de lijn vond hij voornamelijk soorten die verwanten hadden in Azië, ten oosten soorten met verwanten in Australië. Deze lijn wordt de Wallacelijn (Engels: Wallace Line) genoemd.
In 1890 ontving Wallace de Darwin Medal en in 1892 kreeg hij de Linnean Medal. In 1908 werd hij onderscheiden met de Copley Medal en de Darwin-Wallace Medal.

## Werken van Wallace
In 2002 werd duidelijk dat Wallace 22 boeken en ten minste 747 korte publicaties het licht heeft doen zien, waaronder 508 wetenschappelijke artikelen. Ongeveer een kwart van de artikelen had als onderwerp de evolutietheorie.

### Boeken (selectie)
- Wallace, Alfred Russel (1896, eerste editie 1875). On Miracles and Modern Spiritualism. James Burns, London. Geraadpleegd op 5 april 2025.
- Wallace, Alfred Russel (1853). Palm trees of the Amazon and their uses. (Biodiversity Heritage Library). London. Gearchiveerd op 7 maart 2012. Geraadpleegd op 20 augustus 2009.
- Wallace, Alfred Russel (1869). The Malay Archipelago: The land of the orang–utan, and the bird of paradise. A narrative of travel, with sketches of man and nature. (Biodiversity Heritage Library). Harper & brothers, New York. Gearchiveerd op 11 april 2021. Geraadpleegd op 10 februari 2014.
- (In het Nederlands verscheen dit boek in 1870 onder de titel: Insulinde: het land van den orang-oetan en den paradijsvogel Uitg.: P.N. van Kampen, Amsterdam.)
- Wallace, Alfred Russel (1870). Contributions to the Theory of Natural Selection (Google Books), 2nd. Macmillan and Company. Geraadpleegd op 9 december 2008.
- Wallace, Alfred Russel (1876). The Geographical Distribution of Animals (Google Books). Harper and brothers. Geraadpleegd op 9 december 2008.
- Wallace, Alfred Russel (1878). Tropical Nature, and Other Essays (Google Books). Macmillan. Geraadpleegd op 9 december 2008.
- Wallace, Alfred Russel (1881). Island Life (Google Books). Harper and brothers. Geraadpleegd op 28 februari 2009.
- Wallace, Alfred Russel (1889). Darwinism: An Exposition of the Theory of Natural Selection, with Some of Its Applications (Google Books), 1912. Macmillan. Geraadpleegd op 9 december 2008.
- Wallace, Alfred Russel (1889). Travels on the Amazon and Rio Negro (Google Books), 1889. Ward, Lock. Geraadpleegd op 9 december 2008.
- Wallace, Alfred Russel (1898). Vaccination A Delusion. Swan Sonnenschein & Co. Geraadpleegd op 25 november 2018.

## Vernoemingen
Er is nu een straat naar Wallace genoemd op Ternate en het huis waar hij verbleef zal mogelijk worden gerestaureerd.